# Olney (Illinois)
Pour les articles homonymes, voir Olney.
Olney est une ville de l'Illinois, siège du comté de Richland aux États-Unis. Elle est incorporée le 29 avril 1911. Lors du recensement de 2010, la ville comptait une population de 8 631 habitants.

## Source de la traduction
- (en) Cet article est partiellement ou en totalité issu de l’article de Wikipédia en anglais intitulé « Olney, Illinois » (voir la liste des auteurs).